# Херман Ото I фон Лимбург-Щирум
Херман Ото I фон Лимбург-Щирум (на немски: Hermann Otto I fon Limburg-Styrum; * 3 септември 1592, дворец Щирум в Мюлхайм; † 17 октомври 1644, Берген оп Зоом, Нидерландия) е благородник от фамилията на графовете на Лимбург-Щирум, граф на Лимбург и Бронкхорст, чрез наследство господар на Виш, господар на Щирум, Боркуло, Лихтенвоорде (1621 – 1644) и на Гемен (1635 – 1644), губернатор на Везел. От 1640 до 1644 г. той е фогт на манастир Фреден.

## Живот
Той е най-възрастният син на граф Йобст фон Лимбург-Щирум († 1621) и графиня Мария фон Холщайн-Шаумбург († 1616), наследничка на господство Гемен и дъщеря на Ото IV фон Шаумбург и Елизабет Урсула фон Брауншвайг-Люнебург.
Херман Ото I се бие на страната на Генералните щати на Нидерландия. През 1623 г. се бие заедно с генерал Кристиан фон Брауншвайг-Волфенбютел.
Херман Ото е убит на 17 октомври 1644 г. в Берген оп Зоом в Нидерландия на 52 години и е погребан в църквата в Боркуло. След смъртта му през 1644 г. трите му сина разделят територията.
От него произлизат също голям брой монарси, както Алберт II, кралят на Белгия, великите херцози на Люксембург, княза на Лихтенщайн Ханс-Адам II и също членовете на династията Хабсбурги.

## Фамилия
Херман Ото се жени на 22 март 1618 г. във Везел за Анна Магдалена, фрайин Шпиз фон Бюлесхайм цу Фрехен (* ок. 1600; † 16 май 1659, Щирум), дъщеря на фрайхер Адам Херман фон Шпиз-Бюлесхайм († 1608) и Франциска фон Мюнстер. Те имат пет деца:
- Ото (* 1620; † 27 август 1679, Боркуло), граф на Лимбург и Бронкхорст, господар на Бронкхорст и Боркуло, женен на 15 юни 1643 г. за графиня и бургграфиня Елизабет Шарлота фон Дона-Карвинден (* 14 януари 1625; † 18 март 1691)
- Адолф Ернст (* 1622, † 3 октомври 1657, убит в Каторп в Сконе), граф на Лимбург и Бронкхорст, господар на Гемен, женен на 10 май 1644 г. за графиня Мария Изабела фон Велен-Меген (* ок. 1617; † 27 февруари 1692)
- Агнес Мария (* 1630; † 1646)
- София Елизабет (* ок. 1630; † 26 октомври 1685), омъжена на 25 юли 1656 г. в Боркуло за граф Фердинанд Готфрид фон Велен-Меген († 7 юли 1685)
- Мориц (* 1 юли 1634; † 26 август 1664, Виена), граф на Лимбург и Бронкхорст в Щирум, женен на 17 март 1662 г. във Вел за графиня Мария Бернхардина фон Лимбург Бронкхорст (* ноември 1637, † 15 декември 1713)